# Лоди, Карл Ганс
Густав Карл Готлиб Ганс Лоди (нем. Gustav Carl Gottlieb Hans Lody, псевдоним Чарльз Инглис; 20 января 1877, Берлин — 6 ноября 1914, Лондон) — офицер запаса Императорского германского флота, немецкий шпион в Великобритании в начале Первой мировой войны.
Родился в Берлине, рос в Нордхаузене в Центральной Германии; осиротел в раннем возрасте. В 16 лет поступил на службу во флот. Однако, из-за проблем со здоровьем ему пришлось отказаться от военно-морской карьеры и выйти в запас. Некоторое время проработал в гамбургской компании HAPAG, где сопровождая группу туристов, познакомился с будущей женой. Однако, брак распался спустя несколько месяцев, и к началу войны Карл вернулся в Берлин.
В мае 1914 года, за два месяца до начала Первой мировой войны, с Лоди встретился представитель немецкой военно-морской разведки. Карл согласился шпионить на юге Франции, однако, война внесла свои коррективы, и в конце августа Лоди был отправлен в Великобританию. Объектом работы стал Королевский военно-морской флот Великобритании. Карл успешно выдавал себя за американца, так как свободно говорил по-английски с американским акцентом и имел подлинный американский паспорт одного из американцев, пребывавшего в Германии. В течение месяца Карл путешествовал в районе Эдинбурга и залива Ферт-оф-Форт, наблюдая за военными манёврами флота и изучая береговую оборону. К концу сентября 1914 года его начала беспокоить собственная безопасность, так как в это время значительно возросла подозрительность англичан к иностранцам. Лоди перебрался в Ирландию, откуда намеревался незамеченным покинуть Великобританию.
К началу своей шпионской деятельности Карл Лоди не имел соответствующей подготовки, поэтому в течение нескольких дней после прибытия был раскрыт британскими спецслужбами. Первые же его незашифрованные сообщения, отправленные на почтовый адрес в Стокгольме, были перехвачены, так как адрес был известен, как способ выхода на связь немецких агентов. Британская контрразведка позволила ему продолжить шпионить в надежде раскрыть всю немецкую шпионскую сеть. Однако, в Германию дошли только первые два сообщения, остальные содержали секретную военную информацию и были перехвачены. В начале октября 1914 года сообщения Лоди, по мнению контрразведки, стали содержать слишком секретные данные, поэтому был отдан приказ о его аресте. Менее чем за сутки полиции удалось обнаружить и арестовать неопытного шпиона в небольшом городке Килларни на юго-западе Ирландии.
В конце октября военный трибунал в Лондоне устроил открытое судебное разбирательство по делу Лоди — единственное за время обеих мировых войн публичное разбирательство по делу немецкого шпиона, задержанного на территории Великобритании. Карл не пытался отрицать свою вину. Его поведение в суде было высоко оценено, как прямолинейное и смелое, британской прессой и даже контрразведкой. Он был признан виновным и приговорён к смертной казни после трёхдневного заседания. Четыре дня спустя, 6 ноября 1914 года, Лоди был расстрелян в лондонском Тауэре. Его тело погребено в безымянной могиле на северо-востоке Лондона. Когда в 1933 году в Германии к власти пришла Национал-социалистическая немецкая рабочая партия, Лоди был объявлен национальным героем. В память о нём было сооружено несколько памятников, произнесено множество панегириков и проведён ряд памятных мероприятий до и во время Второй мировой войны.

## Ранние годы и карьера
Карл Ганс Лоди родился в Берлине 20 января 1877 года. Его отец был юристом, госслужащим. В 1881 году он занимал пост мэра небольшого городка Одерберг. Тогда же семья Лоди переезжает в Нордхаузен. С 1882 года отец Карла служил заместителем мэра, однако, в июне 1883 года после непродолжительной болезни умер. Спустя три года, в 1885 году, умерла и его мать. Некоторое время Лоди воспитывала семейная пара из Лейпцига, после чего он был отдан в детский дом фонда Франке в соседнем городе Галле.
В 1891 году Карл начал подрабатывать в магазине в Галле; а уже через два года переезжает в Гамбург, чтобы стать юнгой на паруснике «Сириус». Лоди заканчивает морскую академию в Бремерхафене, освоив специальность кормчего, и сразу же поступает на службу в военно-морские силы Германии. Служил в течение года, с 1900 по 1901 год. После службы работает на немецких торговых судах. В 1904 году Лоди вернулся в Бремерхафен, где успешно получил лицензию капитана. В это же время он тяжело заболел, по его мнению, из-за «плохо вылеченного брюшного тифа, которым страдал в Италии из-за плохой воды в Генуе». Проведённая операция оказала побочное воздействие на зрение и левую руку. После чего Лоди сделал вывод, что его карьера моряка подошла к концу.
Карл устраивается на работу в компанию HAPAG, занимающуюся организацией экскурсионных туров для состоятельных путешественников от Европы до Америки. Став одним из экскурсоводов, Лоди за посетил множество европейских стран, в том числе и Великобританию. Во время одного из таких туров он встретил американку немецкого происхождения Луизу Шторц, 23-летнюю приёмную дочь состоятельного пивовара Готлиба Шторца из Омахи, штат Небраска. Луиза собиралась посетить несколько европейских стран, в том числе Германию. По окончании тура она обручилась с Лоди, вместе с которым и вернулась в Соединенные Штаты. Они поженились 29 октября 1912 года.
Пара прожила вместе всего два месяца. Лоди хотел работать в пивоваренной компании Шторца, но у него не было опыта в пивоварении. Он устроился на работу в железнодорожную компанию «Union Pacific Railroad» за $100 в месяц. Через два месяца после свадьбы Луиза подала на развод, заявив, что Карл «избил её, нанеся серьёзные повреждения». Вскоре после этого Лоди вернулся в Берлин, а шесть месяцев спустя неожиданно вернулся с немецким адвокатом, чтобы оспорить иск в суде округа Дуглас. Через несколько дней иск был отозван без объяснения причин, и Лоди снова уехал в Берлин. В феврале 1914 года снова начался бракоразводный процесс, и на этот раз Карл не оспаривал его. На следующий месяц развод был завершён.

## Начало шпионской деятельности
Вернувшись на родину, Лодий остановился в Адлоне, одном из самых знаменитых отелей Германии, расположенном в самом центре Берлина. По мере всеобщего роста напряженности в Европе в первой половине 1914 года, немецкая военно-морская разведка — Nachrichten-Abteilung или просто «N» — усилила работу по вербовке потенциальных агентов. Лоди уже был в какой-то мере связан с разведкой. В годы службы в Императорских военно-морских силах Лоди пребывал под командованием Артура Тапкена, ставшего впоследствии первым директором «N». Штаб немецкого имперского адмиралтейства рассматривал кандидатуру Лоди ещё до начала войны. Военно-морские силы считали сотрудников компании HAPAG идеальными рекрутами в силу их опыта в морском деле и пребывания в различных портах по всему миру. С 1890 года HAPAG сотрудничала с госструктурами. Отношения стали настолько тесными, что в июле 1914 года, перед началом войны, директор компании Альберт Баллин заявил, что готов «предоставить себя и свою организацию в полное подчинение».
8 мая 1914 года Фриц Пригер, директор «N», связался с Лоди, предложив ему стать агентом военно-морской разведки. Лоди согласился. В течение трёх недель он подписал официальное соглашение на работу на юге Франции в качестве «путешественника напряжённости» — агента, задачей которого было сообщать в Берлин о повышении международной напряжённости. Убийство эрцгерцога Франца Фердинанда 28 июня и последующий Июльский кризис ускорили начало Первой мировой войны.
Когда Великобритания объявила войну Германии, поддержав Францию и Бельгию, Пригер отправил туда Лоди. Ему было приказано находиться между Эдинбургом и Литом, контролируя передвижения британских военно-морских сил. Он должен был проехать вдоль побережья Шотландии и предоставить сведения о дислоцированных там кораблях. В случае, если он узнает о произошедшем морском бое, Лоди должен узнать как можно больше об убытках и ущербе британской стороны. Эти приказы отражали веру немецкой стороны в то, что исход войны будет зависеть от результатов одного крупного морского сражения.
Для выхода на связь Лоди было поручено писать на определенные адреса в Осло, Стокгольме, Нью-Йорке и Риме. Он получил американский паспорт на имя Чарльза Инглиса, подлинный документ из посольства США в Берлине. Когда 1 августа Германия объявила войну России, введённые ограничения не позволяли иностранцам покинуть страну без проездных документов. Посольства и консульства по всей стране испытали прилив посетителей иностранцев, стремившихся покинуть страну. Для выезда в соседние нейтральные страны требовалось получить специальное разрешение в Министерстве иностранных дел Германии. Одним из обратившихся и был реальный Чарльз Инглис Ему сообщили, что его паспорт был утерян, хотя на самом деле его получил Лоди. В 1914 году в паспортах не было специальных средств защиты, таких как фотография или отпечатки пальцев владельца. Представляя собой всего лишь одностраничный документ, паспорт мог быть использован шпионом. Также Лоди получил £250 в британских банкнотах, 1000 датских крон и 1000 норвежских крон.
Густав Штайнхауэр, глава британского отдела разведки, позднее писал, что несколько раз встречался и разговаривал с Лоди незадолго перед отъездом. Штайнхауэр работал в Великобритании до начала войны, поэтому стремился дать Карлу информацию о трудностях, с которыми тот столкнется: «Англия — это не Германия или Франция неподалёку от границы, где вам всегда смогут помочь. Вам придётся пройти досмотр в порту, и это будет нелегко… Если вы хоть в малейшей степени проявите беспечность, это будет означать для вас смерть. Вы должны помнить, что за каждым иностранцем будут следить. Ваша переписка будет прочитана, а ваш багаж досмотрен. Ваш паспорт будет досконально проверен, чтобы убедиться, что он настоящий. Вас вынудят сообщать о каждом переезде внутри страны».
К удивлению Штайнхауэра, Лоди не беспокоился об опасности. На все предупреждения он ответил: «Ну, в конце концов, все мы когда-либо умрём. Я смогу оказать услугу своему Отечеству. Ничто не может быть важнее этого». Во время последней встречи, состоявшейся на Анхальтском вокзале в Берлине, Штайнхауэр ещё раз напомнил об опасности, на что Лоди «только рассмеялся и сказал, что эти страхи беспочвенны». Штайнхауэр считал, что шансы Лоди на успех «практически равны нулю», о чём и предупредил начальника военно-морской разведки. Однако, его призыв не отправлять Карла в Великобританию не был услышан.
В своей автобиографии Штайнхауэр отмечал, что Великобритания была опасна для иностранного агента. Ещё пять лет назад страна даже не имела контрразведки. Однако, в октябре 1909 года, следуя рекомендации Комитета имперской безопасности, в которой указывалось на опасность немецкого шпионажа, было создано Бюро Секретных служб. Возглавить новую службу было поручено капитану Южно-стаффордширского полка Вернону Келлу и капитану королевского флота Мэнсфилду Смит-Каммингу. Вскоре они разделили обязанности: Келл стал отвечать за контрразведку (будущую «MI5»), а Камминг за шпионаж (будущую «MI6»). Бюро быстро составило список потенциальных немецких агентов на территории Великобритании. Незадолго до начала войны, 4 августа 1914 года, начальникам полиции по всей Великобритании и Ирландии было поручено арестовать подозреваемых. В результате, ряд немецких агентов оказались задержаны, что парализовало деятельность немецкой разведки в Великобритании в ключевой момент. Штайнхауэр избежал ареста, было известно только его имя, так как он шпионил за Королевским флотом в Шотландии совсем недавно, с конца июня 1914 года.

## Шотландия
Штайнхауэр пишет, что Лоди приступил к выполнению задания «столь поспешно, что даже не выучил шифр, необходимый для получения сообщений». Выдавая себя за американского туриста, 14 августа Лоди покинул Берлин и пересёк Данию в направлении норвежского порта в Бергене. Там он сел на корабль, который к вечеру 27 августа доставил его в Ньюкасл, город на северо-восточном побережье Великобритании. После чего Лоди на поезде добрался до Эдинбурга, где остановился в пятизвёздочном отеле «The Balmoral», построенном специально для богатых путников, приезжающих или уезжающих с вокзала Уэверли. 30 августа из главпочтамта Эдинбурга он отправил телеграмму Адольфу Бурхарду в Стокгольм на Дротнингатан 4 — адрес немецкого агента в Швеции. В послании сообщалось: «Must cancel Johnson very ill last four days shall leave shortly», и стояла подпись «Чарльз Инглис». Так как Лоди находился за рубежом, то должен был подписать телеграмму своим полным именем (псевдонимом).
К этому времени отдел контрразведки Бюро секретных служб стал частью Управления военного ведомства в военных операциях, и был известен под аббревиатурой «MO5(g)». С начала войны все письма и телеграммы, отправляемые за границу, подвергались цензуре. С 4 августа все сообщения в Норвегию и Швецию доставлялись в Лондон на экспертизу для выявления любых подозрительных адресов. К несчастью для Лоди, «MO5(g)» уже было известно про немецкого агента в Стокгольме, а также про используемую в телеграмме формулу «Джонсон». Бурхард был позже идентифицирован, как Лейпцигер. После того, как Лоди послал телеграмму Бурхарду, контрразведка стала искать другие сообщения, отправленные по этому же адресу. Один из цензоров того времени позже описал рабочий процесс: «Несколько имён были написаны на большой доске, которая висела на стене на виду у всех. Нашей задачей было не пропустить любое их упоминание в письмах, которые мы читали. За именами стояли лица, подозреваемые в передаче информации в Германию через нейтральные страны. Кроме того, на этой доске было написано короткое предложение: „Джонсон болен“. Адмиралтейство знало, что немецкий офицер на территории Великобритании намерен использовать эту формулу, чтобы передать информацию о передвижениях британского флота». Власти показалось, что в телеграмме указывалось на присутствие четырёх британских линкоров, хотя цензура считала, что в сообщении Лоди говорит, что «за ним следят, он в опасности и должен покинуть Эдинбург, что он и сделал позже».
После случайного разоблачения «Чарльза Инглиса», все его последующие сообщения попали под пристальное внимание «MO5(g)». 1 сентября Лоди покинул отель и переехал в один из пансионатов города, где представился Чарльзом А. Инглисом из Нью-Йорка и оплатил недельное проживание. Три дня спустя он отправил письмо на английском языке на тот же стокгольмский адрес, вложив туда второе на немецком, адресованное в Берлин. Письмо было перехвачено британскими властями, вскрыто, сфотографировано, запечатано и отправлено по указанному адресу в Швецию. Позже «MI5», преемница «MO5(g)», объясняла, что это было сделано «в надежде узнать больше». В данном случае пропустить письмо было в интересах самой контрразведки, так как в нём содержалась недостоверная информация, способная вызвать серьёзные волнения верховного немецкого командования. До Лоди дошли слухи о перемещении тысяч русских солдат через Шотландию на Западный фронт, которые он и поспешил передать в Берлин: «Сразу же свяжитесь с Берлином (любым доступным вам способом) и сообщите о том, что 3 сентября множество русских солдат пересекло Эдинбург, направляясь в Лондон и Францию. Хотя в Берлине, наверняка, знают об этих передвижениях, вероятно, берущих начало в Архангельске, может быть полезным доставить им эту информацию. По предварительным оценкам, стоит говорить о 60000 человек, хотя число кажется сильно преувеличенным. Я был на станции и заметил множество поездов, проходящих на высокой скорости. Посадка в Шотландии состоялась в Абердине. Искренне ваш, Чарльз».
Информация Лоди оказалась абсолютно неверной, и была почерпнута им, как он признался позже в ходе судебного разбирательства, исключительно из городских слухов: «Я слышал это в пансионе и в парикмахерской». Его второе письмо было адресовано Штаммеру в немецкую военно-морскую разведку и содержало информацию о британских потерях и судах, находящихся в Лите и Гренджмуте. Эти достаточно подробные данные он смог собрать, всего лишь поднявшись на холм Калтон-Хилл в Эдинбурге и наблюдая панораму с вершины, а также совершая прогулки вдоль набережной Гренджмута. Он опасался разоблачения, поэтому заявил в своём письме, что не будет изучать места, посещение которых может кому-либо показаться подозрительным, или к которым перекрыт доступ. Отсутствие специальной подготовки привело к тому, что оба эти письма, как и все остальные, были написаны открытым текстом без малейшей попытки использовать какой-либо шифр или невидимые чернила.
7 сентября Лоди взял напрокат велосипед. В магазине он представился американцем из Нью-Йорка, временно пребывающим в Эдинбурге с начала войны, вынудившей его покинуть континентальную Европу. Рассказав, что уже несколько дней ждёт возможности купить билет на трансатлантический рейс, Лоди добавил, что хотел бы осмотреть местность вокруг Эдинбурга, для чего он и придумал взять напрокат велосипед. Его предупредили, что некоторые дороги стали охраняться, и он должен слушать часового, если встретит. На это Карл ответил, что «собирается ездить на велосипеде только для удовольствия».
В течение следующей недели Лоди оставался в своей комнате до полудня, выходил во второй половине дня и возвращался между 5 и 7 вечера. Иногда он ездил на велосипеде в вечернее время. Всё время Карл старался добыть важную информацию и 14 сентября отправил второе письмо в Стокгольм. Внутри лежал второй конверт с письмом на имя редактора берлинской газеты Уллстейна Ферлага, в котором Лоди сообщал: «Enclosed cutting from the Edinburgh The News of the World. Typical for the English way of causing ill-feeling and at the same time characteristic of the perfect ignorance of journalists in this country regarding the difference between military weapons and military tools. But this does not make any difference, the population here believe everything. Yours truly Nazi.»
Это письмо также было перехвачено и сфотографировано. Его содержание было сравнительно безвредным, поэтому письмо пропустили, а спецслужбы продолжили следить за почтой Лоди в надежде узнать больше о немецкой шпионской сети. На следующий день после отправки, 15 сентября, Лоди направился в Лондон, чтобы разузнать о военных приготовлениях в городе. Остановившись в отеле в Блумсбери, Карл приступил к поиску информации о принятых мерах охраны общественных зданий. Позже Лоди рассказал, что на самом деле он не изучал объекты, а собирал информацию из газет, что и намеревался отправить в Берлин. 16 сентября он написал очередной отчёт, но утверждал, что так и не отправил его (отчёт не был найден англичанами), так как посчитал негодным.
17 сентября Лоди сел на поезд с вокзала Кингс-Кросс обратно в Эдинбург. В поезде он познакомился с шотландской девушкой, Идой МакКлимент, оставил ей свою визитную карточку и после разговора с ней отправился в другой вагон курить. Там Лоди услышал разговор двух мужчин, один из которых, по-видимому, был подводником и направлялся на военно-морскую базу в Росайт, а другой матросом. Матрос рассказывал про Харидж. Лоди позже признавался, что его поразило то, что военные «говорили достаточно свободно с учётом текущей обстановки». Подводник рассказывал о трудностях служения на подводной лодке, другой спросил Лоди, откуда он. На что Карл в очередной раз ответил, что он американец. Они обсуждали войну, в частности говорили о недавней потере крейсера «HMS Pathfinder», ставшего первым кораблём, уничтоженным торпедой, выпущенной с подводной лодки.